# Igor Maślanka
Igor Maślanka (* 17. April 2006 in Nowy Sącz) ist ein polnischer Fußballspieler, der aktuell bei Sandecja Nowy Sącz in der 1. Liga spielt.

## Karriere
Maślanka begann seine fußballerische Ausbildung bei Sandecja Nowy Sącz. Am 11. Juni 2021 erhielt er beim polnischen Zweitligisten seinen ersten Profivertrag. Am 13. Juni 2021, am letzten Spieltag der Saison 2020/21, debütierte er in der zweiten Liga für die Profis, als er bei einer 0:3-Niederlage gegen Górnik Łęczna eine Minute vor Abpfiff für Dawid Blanik ins Spiel kam.